# Carlo Luciano Alessio
Carlo Luciano Alessio (1919 – 24 giugno 2006) è stato un micologo italiano.
C.L. Alessio, di professione Dirigente FIAT, ha dedicato gran parte dei suoi studi micologici sui boleti italiani ed è apprezzato per i suoi studi sul genere Inocybe.
Nel 1972, insieme al prof. Gilberto Govi ed altri, è stato tra i fondatori dell'Unione Micologica Italiana (U.M.I.). Nello stesso anno, il primo congresso nazionale dell’UMI si svolge a Ceva ed esce il primo numero della rivista “Micologia Italiana” organo ufficiale dell'associazione micologica. Tra il 1972 ed il 1992, Alessio è sempre stato presente con almeno 2 articoli per ogni uscita quadrimestrale.
Era sposato con la moglie Maria ed ha avuto due figli, Donatella e Maurizio.
In suo onore è stato dato il nome Alessioporus ad un genere di boleti di cui descrisse per primo varie specie.

## Pubblicazioni
Alessio è stato autore di svariate pubblicazioni micologiche, i suoi articoli e contributi micologici compaiono su molte riviste e bollettini, sia italiane che straniere.
Tra questi, si annoverano:
- Carlo L. Alessio, Il porcino. Saggio sulle specie di boleti incluse in questa denominazione, Edagricole, 1978.
- Carlo L. Alessio, Boletus Dill. ex L., Candusso, 1984
- Carlo L. Alessio et al., Il libro dei funghi, Rizzoli, 1982.
- Carlo L. Alessio et al., I Boleti, Gruppo Micologico Cebano, 1969.
- Carlo L. Alessio, “Inocybe” con le tavole di Ernesto Rebaudengo - Iconographia Mycologica vol. XXIX supplemento III del Bresadola - Comitato Onoranze Bredaloliane Trento 1980 ( n° 2 volumi uno di testo e uno di tavole

## Specie di funghi descritte
Tra le nuove specie di funghi studiate, descritte e pubblicate da Alessio si possono citare:
- Rubroboletus pulchrotinctus Alessio 1985 (in origine era Boletus pulchrotinctus)
- Hebelomina microspora Alessio & Nonis 1977
- Inocybe abnormispora Alessio 1987
- Inocybe exiguispora Alessio 1987, ora sinonimo di Inocybe glabripes Ricken 1915
- Inocybe laeta Alessio 1979
- Inocybe nobilis  (R.Heim) Alessio 1980
- Inocybe pedemontana  Alessio 1980
- Inocybe pseudobrunnea  Alessio 1987
- Inocybe pseudograta  Alessio 1983
- Inocybe substraminea  Alessio 1980
- Inocybe urbana  Alessio ex Franchi,M.Marchetti & Papetti 2015
- Lyophyllum solitarium  Alessio 1983, ora Tricholoma solitarium (Alessio) Contu 2009
- Psalliota infida Alessio 1975 , ora sinonimo di Agaricus bresadolanus  Bohus 1969
- Xerocomus ichnusanus  Alessio,Galli & Littini 1984, ora Alessioporus ichnusanus
- Xerocomus roseoalbidus  Alessio & Littini 1987, ora Pulchroboletus roseoalbidus